# Serixia atripes
Serixia atripes är en skalbaggsart som beskrevs av Stefan von Breuning 1958. Serixia atripes ingår i släktet Serixia och familjen långhorningar. Inga underarter finns listade i Catalogue of Life.